# Butthole Surfers
Butthole Surfers er en rockgruppe fra San Antonio, Texas, USA. Den består af Gibby Haynes, Paul Leary, King Coffey og Jeff Pinkus.

## Diskografi
- Psychic... Powerless... Another Man's Sac (1984)
- Rembrandt Pussyhorse (1986)
- Locust Abortion Technician (1987)
- Hairway to Steven (1988)
- piouhgd (1991)
- Independent Worm Saloon (1993)
- Electriclarryland (1996)
- Weird Revolution (2001)

| Musikgruppe | Spire Denne artikel om en amerikansk musikgruppe er en spire som bør udbygges. Du er velkommen til at hjælpe Wikipedia ved at udvide den. |